# Краев, Сергей Гаврилович
Сергей Гаврилович Краев (13 сентября 1946, Новочеркасск, Ростовская область — 16 августа 2011, Новочеркасск, Ростовская область) — советский футболист, нападающий, полузащитник, тренер.

## Биография
Воспитанник футбольной школы ДЮСШ Пятигорска.
Бо́льшую часть карьеры провёл в командах второй по силе лиге СССР — во второй группе класса «А» (1968—1969) и первой лиге (1972—1973, 1975) и третьей по силе лиге — в классе «Б» (1966—1967) и второй лиге (1970—1971, 1974—1975, 1977—1978) за команды «Энергия» Новочеркасск (1966—1967), «Ростсельмаш» Ростов-на-Дону (1968—1969), «Машук» Пятигорск (1970—1971, 1974—1975, 1977), «Крылья Советов» Куйбышев (1972—1973, 1975), Динамо Ставрополь (1978).
Перейдя в мае 1975 года в «Крылья Советов», вместе с командой стал победителем турнира первой лиги. В 33 матчах забил 20 голов, заняв 4 место в списке бомбардиров турнира. 4 апреля 1976 года в гостевом матче против «Черноморца» (1:1) дебютировал в высшей лиге. Первые пять матчей отыграл полностью, в следующих четырёх заменялся в перерыве и по ходу второго тайма. Сыграл ещё два матча в весеннем первенстве и семь — в осеннем, во всех выходил на замену во втором тайме; забил один гол.
В 1978 году завершил карьеру игрока и стал начальником команды «Торпедо» Тольятти. В 1979 году — старший тренер, в 1980—1981 — вновь начальник команды.
Скончался 16 августа 2011 года.